# Sherlock Holmes: Nit de terror
Sherlock Holmes: Nit de terror (títol original en anglès: Terror by Night) és una pel·lícula estatunidenca dirigida per Roy William Neill, estrenada el 1946. Ha estat doblada al català.

## Argument
A Londres, una jove, Vivian Vedder, verifica que el fuster ha acabat el taüt per a la seva mare recentment morta, que ha d'acompanyar a Escòcia en tren. Embarca, al mateix temps que Lady Margaret Carstairs (propietari del famós diamant "Star of Rhodesia"), el seu fill Ronald, Holmes (que ha estat contractat per protegir el diamant), l'inspector Lestrade (que fingeix anar a pescar al Nord però que és també encarregat de la seguretat del diamant), Watson i el seu amic el major Duncan-Bleek. Després de la sortida del tren, Holmes i Watson examinen el diamant de 423 quirats en companyia de Lady Margaret i de Ronald.
Poc temps després, Ronald és assassinat, aparentment enverinat, i el diamant robat. Lady Margaret, tanmateix, sembla més afectada per la desaparició del seu diamant que per la mort del seu fill.
Holmes sospita que un dels passatgers és el coronel Sebastian Moran, un famós lladre de joies. Lestrade, Holmes i Watson interroguen els altres passatgers, però deixen de costat Vivian quan veuen que està de dol. Holmes és empès per una porta oberta, amb perill de morir, però aconsegueix pujar dins del tren. Més tard, amb Watson, descobreix un compartiment secret al taüt de la mare de miss Vedder. Quan l'interroguen, aquesta admet que un home l'ha pagat per acompanyar el taüt. Quan Watson i Duncan-Bleek s'ajunten al grup, Holmes revela que havia reemplaçat el diamant per una imitació quan l'havia examinat. Lestrade pren possessió del verdader diamant.
Al compartiment a equipatges, Holmes i Watson troben un guardià assassinat per una sageta enverinada Durant aquest temps, Duncan-Bleek, que no és altre que el coronel Moran, troba un criminal anomenat Sands, que era amagat dins del taüt. Van al compartiment de Lestrade, Sands el mata i li roba el diamant, però Moran l'abat amb la mateixa pistola de fletxes que havia utilitzat per matar Ronald i el guardià.
El tren fa una parada imprevista per embarcar diversos policies escocesos, dirigits per l'inspector McDonald. Holmes informa McDonald que Duncan-Bleek és en realitat Moran, aquest és detingut i el diamant trobat a la seva armilla, però agafa l'arma d'un policia i fa sonar el timbre d'alarma. En una baralla en el transcurs de la qual les llums han baixat d'intensitat, Holmes aconsegueix emmanillar Moran i l'amaga sota una taula. Quan la llum torna, els policies deixen el tren amb el seu presoner, la cara coberta per un abric.
Quan el tren tornar a circular, Holmes revela que ha descobert que McDonald era un impostor i que li ha tornat a prendre el diamant durant la baralla, que els policies escocesos eren de fet membres de l'equip de Moran i qui s'han emportat era de fet Lestrade. Aquest últim els fa detenir a l'estació.

## Repartiment
- Basil Rathbone: Sherlock Holmes
- Nigel Bruce: Doctor Watson
- Alan Mowbray: Major Duncan-Bleek, àlies Moran
- Dennis Hoey: Inspector Lestrade
- Renee Godfrey: Vivian Vedder
- Frederick Worlock: Professor Kilbane
- Mary Forbes: Lady Margaret Carstairs
- Skelton Knaggs: Sands
- Billy Bevan: el revisor
- Geoffrey Steele: Ronald Carstairs
- Harry Cording: Mock